# Trot (genre musical)
Pour les articles homonymes, voir trot (homonymie).
Genres dérivés
K-pop, neo trot
Genres associés
Enka
Le trot (hangeul : 트로트; RR : teuroteu), parfois appelé ppongjjak (뽕짝) est un genre musical originaire de Corée du Sud s'imposant durant les années 1920 lors de la colonisation japonaise. Il est reconnu comme étant la plus vieille forme de musique populaire coréenne et est à l'origine de la K-pop actuelle[Quand ?].

## Origines

### Années 1920: «yuhaengchangga» & «yuhaengga»
Vers les années 1910, alors que la Corée est sous le joug japonais, l'enka y devient très populaire. Le public coréen peut alors écouter des chansons populaires japonaises qui sont parfois de simples traductions de musiques occidentales.
La scène musicale commence alors à ce développer dans les années 1920 avec les « yuhaengchangga » (유행창가), des chansons aux paroles traduites et/ou à l'intrumental non coréen comme Saui Chanmi (사의 찬미) de Yoon Shim-duk en 1926, et les « yuhaengga » (유행가), des chansons entièrement créées par des artistes coréens explorant des thèmes comme, l'amour, la vie, la mort, etc. Ils racontent aussi dans leurs chansons la mélancolie et l'espoir, des thèmes plus personnels reflétant les sentiments d'un peuple étouffé par une politique d'assimilation depuis plusieurs années.

### Années 1930-1940: «daejung gayo» & «trot»
Le titre Nakhwayusu (낙화유수), interprété par Lee Jung-sook et composé par Kim Young-wan, est présent sur la bande originale du film du même nom sorti en 1927 dont le disque est commercialisé deux ans plus tard et est considéré comme le point de départ d'une musique populaire coréenne à part entière : le « daejung gayo » (대중가요 ; litt.: musique populaire). S'ensuivent des succès marquant toute la décennie tels que Mokpoui Nunmul (목포의 눈물) de Lee Nan-young (1935) ou encore Aesuui Soyagok (애수의 소야곡) de Nam In-soo (1938).
L'enka adoptant un rythme à quatre temps similaire au foxtrot, danse de salon très populaire aux États-Unis dans les années 1930, c'est de celle-ci qu'est dérivé le terme « trot » pour désigner la musique populaire coréenne. D'ailleurs, après la Seconde Guerre mondiale, le trot s'impose rapidement en mettant en avant ses propres caractéristiques telles que le « gagok », technique de chant hérité du Joseon qui vient appuyer l'image de musique traditionnelle, se différenciant des différents styles musicaux venus d'occident et qui plaisent aux jeunes de l'époque (tels que le rock vers 1960-1970, la dance dans les années 1980 et le hip-hop et l'electro début des années 1990).

## Histoire

### Années 1950: guerre de Corée et censure
La guerre de Corée a laissé une empreinte dans l'histoire musicale. Ainsi, des chansons comme Jeonuya Jaljara (전우야 잘자라) de Hyun In (1950) ou Jeonseonyagok (전선야곡) de Shin Se-young (1951), basées sur le thème du sacrifice et de la solitude du soldat risquant sa vie, servent à glorifier la nation. La musique est aussi un exutoire pour exprimer la souffrance et la douleur causée par le conflit. C'est le cas avec Danjangui Miari Gogae (단장의 미아리 고개), chanson sortie en 1956 dans laquelle Lee Hae-yeon raconte la séparation et l'attente de revoir sain et sauf celui qu'elle aime.
Alors que le pays doit se reconstruire, les luttes de pouvoir engendrent une instabilité politique, ce qui entraîne une étroite surveillance de la culture par les gouvernements successifs. De nombreuses chansons sont interdites de vente ou censurées, parfois même jusque fin des années 1980, mais l'industrie musicale coréenne n'en meurt pas. Au contraire, ces contraintes donne un parfum sulfureux au trot et en font la musique tendance des années 1960-1970.

### Années 1960: naissance de légendes
De jeunes talents se lancent dans la chanson comme Lee Mi-ja qui débute en 1959. Elle enchaîne les succès tels que Ureora Yeolpunga (울어라 열풍아), sorti en 1965, et Yeojaui Ilsaeng (여자의 일생), sorti en 1968. Elle et ceux de cette génération mènent alors une carrière qui en fera des légendes.
Le trot est influencé par les musiques jazz et rock popularisées par la présence des soldats américains et le développement du marché du disque facilite l'accès à ces musiques dans tout le pays. Des groupes formés par des fratries sont à la mode comme les Jung Sisters ou les Lee Sisters. On peut aussi citer les Kim Sisters qui ont fait carrière aux États-Unis. Alors que Hyun Mee débute avec Bamangae (밤안개) après s'être produite dans les casernes militaires, les Kim Sisters, composé de deux sœurs et une cousine, partent vivre le rêve américain en 1959. Bénéficiant de l'expérience de leur mère/tante Lee Nan-young qui les a rejointes là-bas, elles font sensation en apparaissant à la télévision dans le Ed Sullivan Show et sont les coqueluches durant toute la décennie.

### Années 1970: gloire du trot
La gloire du trot dans les années 1970 permet une évolution avec l'utilisation d'éléments empruntés à d'autres genres musicaux et solidifie ainsi son statut de « K-pop ». Ainsi, Nam Jin et Na Hun-ah commencent tous les deux en 1967 et cristallisent cette diversification du trot qui marque un changement de génération. Alors que Nam Jin séduit avec un trot influencé par la pop et un rythme plus rapide, Na Hun-ah offre un trot qui finit par s'imposer comme représentatif de l'aspect traditionnel d'une musique gravée dans la mémoire des Coréens. Cette rivalité entre les deux artistes n'a d'égal que leur succès et se vérifie dans les cérémonies de remises de récompenses où le prix d'artiste de l'année se joue généralement entre eux deux.
Cependant, durant la seconde moitié des années 1970, où chacun connaît des déboires dans sa vie privée, d'autres artistes se font un nom et prétendent au trône de « roi de la musique pop coréenne » tels que Song Dae-kwan et Cho Yong-pil. Ce dernier, qui fait ses premiers pas dans le trot avant de se tourner dans une musique plus hybride, symbolise aussi les artistes qui ne sont pas que de simples interprètes mais aussi les auteurs de leurs propres compositions. C'est d'ailleurs à cette époque que débute Tae Jin-ah qui, sans pouvoir être considérée comme un leader du trot est au pic de sa popularité et est sûrement le premier nom qui vient à l'esprit des adolescents actuels.

### Années 1980-1990: perte de popularité et évolution
Alors que la jeunesse se bat pour un régime démocratique, le trot commence à être défini comme une « musique d'antan » illustrant une époque sombre du pays. Malgré tout, de nouveaux chanteurs font leurs débuts comme Seol Un-do qui, après avoir été repéré dans un télé-crochet de KBS en 1982, connaît un succès immédiat avec Ilheobeorin 30 Nyeon (잃어버린 30년) un an plus tard. Mais la décennie est généralement représentée par des artistes comme Kim Soo-hee, Shim Soo-bong ou Joo Hyun-mee.
Les années 1990 sont un tournant dans l'histoire musicale avec l'impact du groupe Seo Taiji and Boys, de la montée des chanteurs de ballades comme Kim Gun-mo ou encore du lancement de la première génération des groupes d'idoles dès 1997, année qui ouvre une période économique difficile pour l'Asie du Sud-Est. C'est dans ce contexte que le trot évolue visuellement en s'adaptant aux nouveaux codes du marché, comme par exemple la mode. Le hanbok des femmes et les costumes trois pièces des hommes sont remplacés par des tailleurs ou des robes qui soulignent la silhouette et des costumes osant la couleur vive avec des brushings impeccables. Les artistes se permettent plus de gestes, pointent du doigt le public, sont parfois accompagnés de danseurs et participent même à la chorégraphie.

## De nos jours

### Depuis 2000: reconnaissance et «neo trot»
Malgré une connotation kitsch, la nouvelle génération du trot, parfois appelé « neo trot », se définit par un mélange entre style du passé et style du présent. Tout comme Daesung qui se démarque du style de son groupe BIGBANG avec ses chansons trot solo Look At Me, Gwi Soon (날봐, 귀순!,2008) et Daebak (대밬, 2009), la sous-unité Orange Caramel est créée pour se différencier de After School. Elles multiplient d'ailleurs les originalités vestimentaires aux influences rétro pour Catallena (까탈레나, 2014) et Lizzy fait la promotion de son solo Not An Easy Girl (쉬운 여자 아니에요, 2015) en portant des tenues modernisées avec le haut inspiré du hanbok traditionnel.
Après avoir dominé une partie du XXe siècle, le trot a gagné sa place dans la culture populaire. Il est l'un des symboles de l'histoire musicale contemporaine malgré son marché relativement restreint et une concurrence réduite. Encore aujourd'hui, des émissions de télévision mettent à l'honneur le trot tels que « Immortal Songs », créé en 2011, « Trot X », créé en 2014 ou encore le « Trot Music Festival » que KBS diffuse depuis 2007.